# Ga Hannam
Ga Hannam (Tiếng Hàn: 한남역, Hanja: 漢南驛) là ga đường sắt trên Tuyến Gyeongui–Jungang, nằm ở đầu phía bắc của cầu Hannam ở Hannam-dong, Yongsan-gu, Seoul.

## Lịch sử
- 1 tháng 4 năm 1980: Khai trương kinh doanh làm ga trung chuyển
- 25 tháng 7 năm 1992: Tên ga phụ là “Đại học Dankook”
- 10 tháng 7 năm 1997: Được chỉ định là quầy bán vé Euljong
- 15 tháng 12 năm 2005: Tàu điện ngầm vùng thủ đô Seoul tuyến 1 được tách thành Tàu điện ngầm vùng thủ đô Seoul tuyến Jungang và số ga được đổi từ K129 thành K113.
- 24 tháng 12 năm 2007: Tên ga phụ bị bãi bỏ khi khai trương ga Jukjeon

## Bố trí ga
| ↑ Oksu      |
| １ \| ２    |
| Seobinggo ↓ |

| １ | ● Tuyến Gyeongui–Jungang | → Hướng đi Wangsimni · Cheongnyangni · Yongmun · Jipyeong → |
| ２ | ● Tuyến Gyeongui–Jungang | ← Hướng đi Yongsan · Daegok · Ilsan · Munsan                |

## Xung quanh nhà ga
- Cầu Hannam
- Bệnh viện Đại học Soonchunhyang Seoul
- Đại sứ quán Rwanda tại Hàn Quốc
- Đại sứ quán Slovakia tại Hàn Quốc
- Đại sứ quán Afghanistan tại Hàn Quốc
- Đại sứ quán Thái Lan tại Hàn Quốc
- Đại sứ quán Campuchia tại Hàn Quốc
- Đại sứ quán Tajikistan tại Hàn Quốc

## Hình ảnh

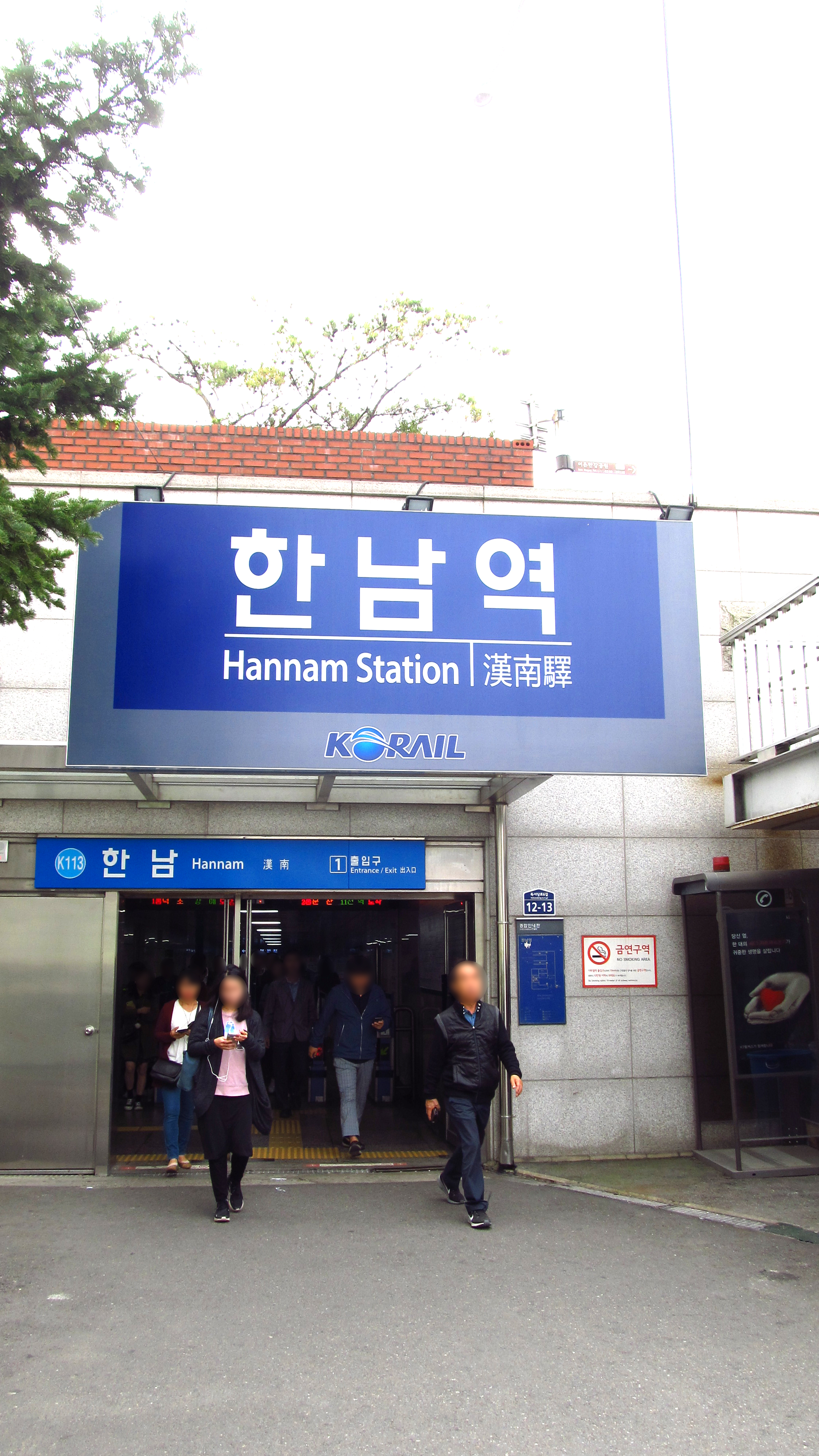
Ga Hannam Lối ra 1. Vì chỉ có một lối ra nên rất nhiều người đến và đi ở đây.
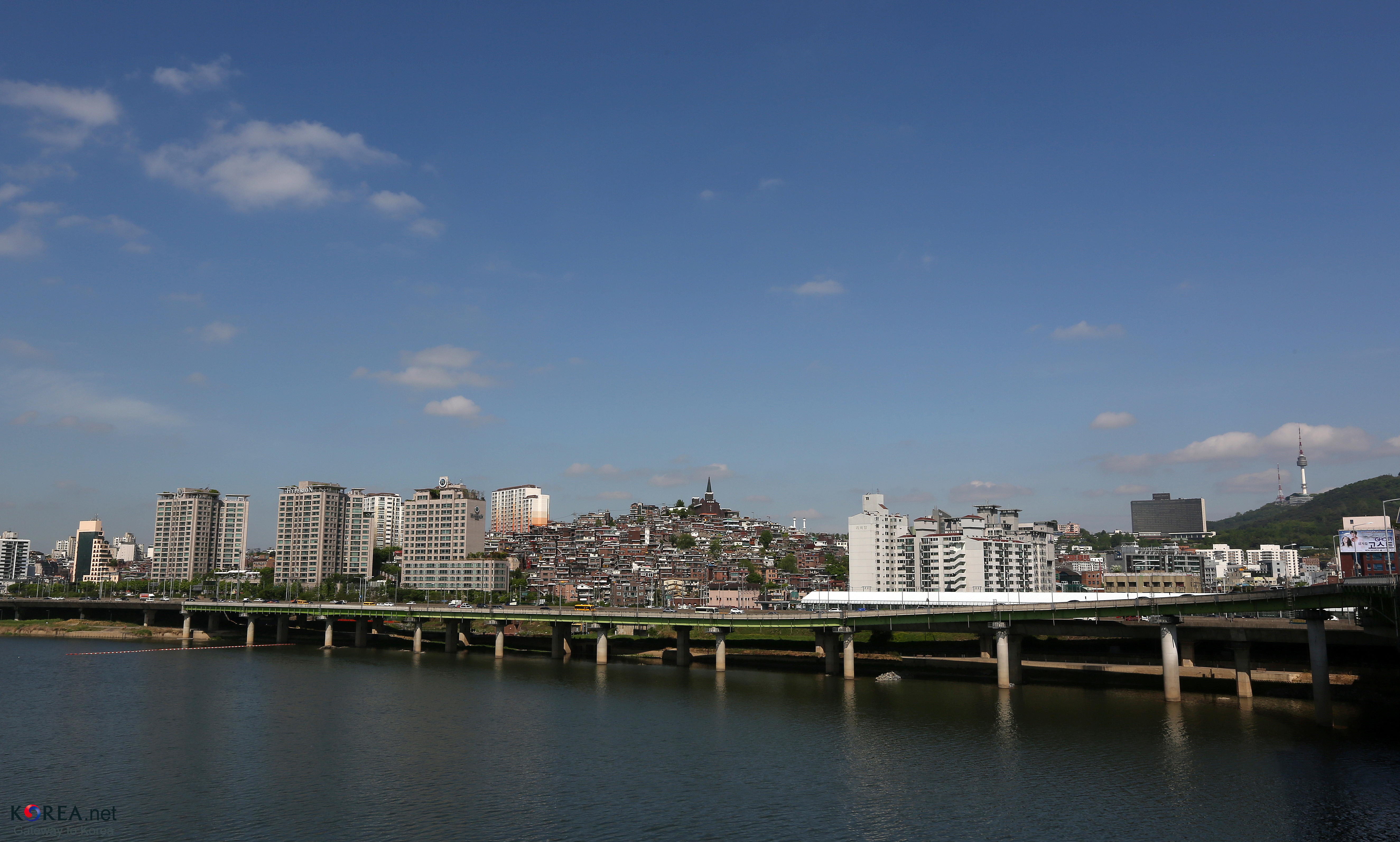
Quang cảnh Ga Hannam từ Cầu Hannam. Trong ảnh, nhà ga có mái trắng phía trước chung cư bên phải là ga Hannam.